# Thomas Hinum
Thomas Hinum (Linz, 24 luglio 1987) è un ex calciatore austriaco, di ruolo centrocampista.

## Carriera

### Club
Ha giocato nella prima divisione austriaca.

### Nazionale
Ha partecipato ai Mondiali Under-20 del 2007.